# Pyatthat
Pyatthat  (del sánscrito prāsāda; también escrito pyathat) es el nombre de un tejado de varios niveles superpuestos, con un número impar de alturas (de tres a siete). Aparece habitualmente en la arquitectura budista y de la realeza birmana (por ejemplo, en kyaung, edificios palaciegos o pagodas), así como en torres situadas sobre la imagen de Buda u otros lugares sagrados (como por ejemplo, tronos reales o las puertas de una ciudad).

## Construcción

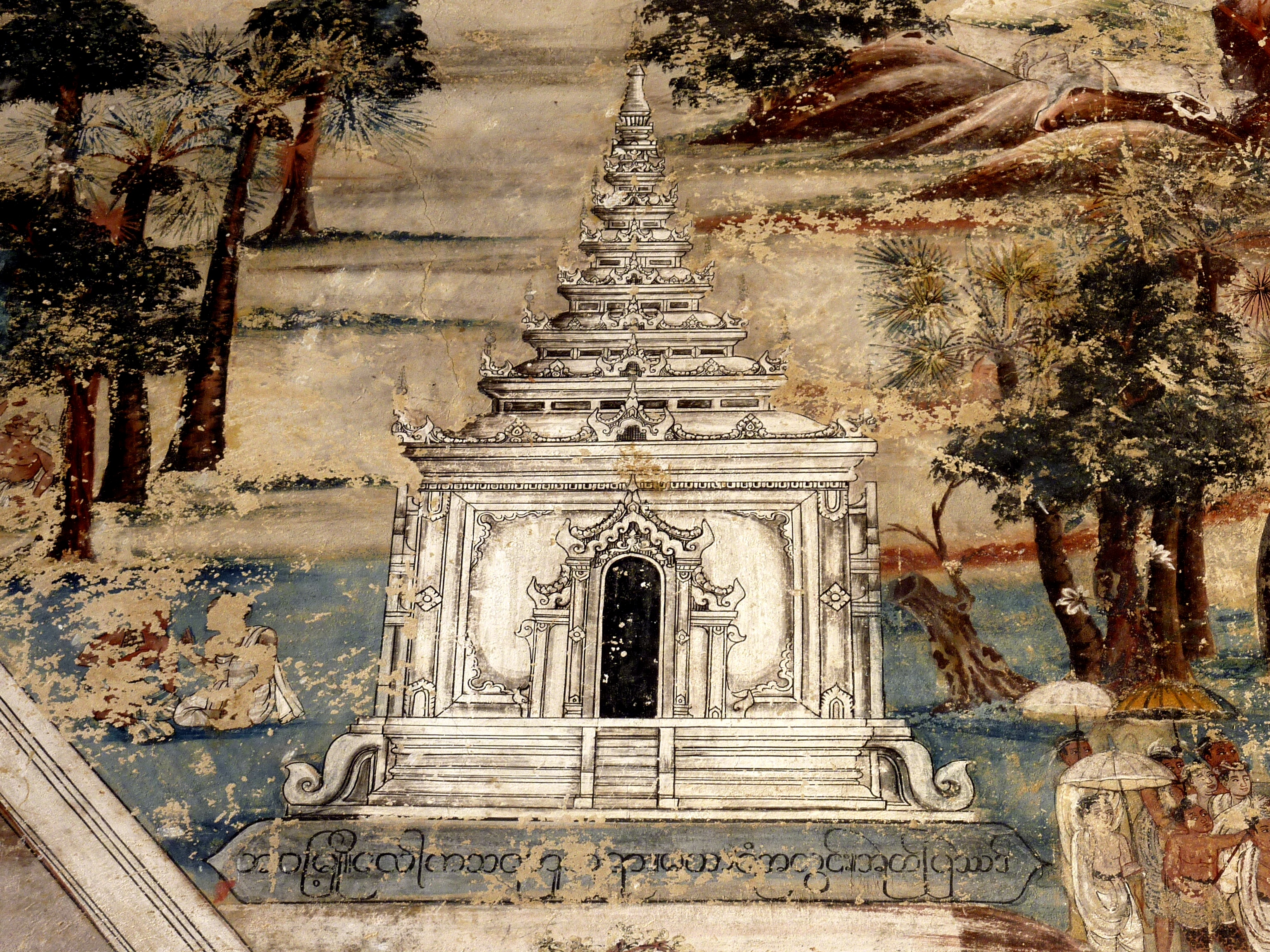
Una escena mural que representa una estructura de ladrillo con tejado pyatthat en Ava

El pyatthat está compuesto de techos rectangulares a dos aguas sucesivos en una forma piramidal muy afilada, con una estructura intermedia en forma de caja llamada lebaw entre cada dos niveles. Está coronado con una aguja de madera llamada taing bu o kun bu, dependiendo de su forma, similar al hti, un adorno que corona las pagodas birmanas. Los bordes de cada nivel incluyen diseños decorativos dorados hechos de láminas de metal, con adornos ornamentales llamados du yin en las esquinas (análogos a los chofah tailandeses). Hay tres tipos principales de pyatthat que difieren en el número de niveles llamados boun (o bhumi). Los tejados de tres, cinco y siete niveles se denominan yahma, thooba y thooyahma, respectivamente.

## Historia
El uso del pyatthat comenzó muy pronto en la arquitectura birmana, con ejemplos que datan del período del reino de Pagan. Ejemplos destacados de esta época son el templo Ananda y el templo Gawdawpalin.
En la Birmania precolonial, el pyatthat era un elemento destacado en los edificios reales, que a su vez simbolizaba el tavatimsa, un paraíso budista. Sobre el trono principal en la sala de audiencias principal del rey había un pyatthat de nueve niveles, con la punta representando el mítico monte Meru y los seis niveles inferiores representando las seis moradas de los deva y de los humanos. Además, las 12 puertas de la ciudad de las capitales reales birmanas fueron coronadas con pyatthats, normalmente de cinco niveles.
En la Birmania precolonial, las leyes suntuarias restringían el uso de pyatthats a edificios reales y religiosos, y regulaban el número de niveles correspondientes a cada grado de rango oficial, El pyatt de nueve niveles estaba reservado únicamente para el soberano del reino, mientras que los saophas de los estados tributarios más importantes tenían derecho a pyatthats de siete niveles.

## Galería
|  |  |  |  |